# ピンチとパンチ
『ピンチとパンチ』は、1969年9月29日から1970年3月28日までフジテレビ系列局で放送されていたフジテレビ・エンタプライズ製作のテレビアニメである。
大人に意地悪をしてへこませるのが大好きな双子ピンチとパンチが巻き起こす騒動を描いている。全156話。放送時間は毎週月曜 - 土曜 18:50 - 18:55 （日本標準時）。

## 声の出演
- ピンチ - 千々松幸子
- 八奈見乗児
- 右手和子

## スタッフ
- 企画 - フジテレビ・エンタプライズ、石黒昇[1]
- 原作 - 青木たかし[要出典]
- 制作 - 児玉征太郎、砂川圭子
- 脚本 - 石黒昇、安藤豊弘
- 演出 - 池野文雄、青木喬、石黒昇[1]
- 作画 - 新世界映画社、若林忠雄、久保田彰三、秦泉寺博[要出典]
- 音楽 - 笠井幹男